# Julita Karkowska
Julita Karkowska, z domu Traczewska (ur. 19 listopada 1949 we Wrocławiu) – polska dziennikarka, publicystka i redaktorka. Wielokrotna mistrzyni i rekordzistka Polski juniorek i seniorek w pływaniu.

## Życiorys
Ukończyła polonistykę na Uniwersytecie Wrocławskim. W latach 1976–1982 kierowała Redakcją Sportu i Turystyki w Ośrodku Telewizji Polskiej we Wrocławiu. W 1976 razem z Tomaszem Hopferem prowadziła studio olimpijskie w czasie trwania igrzysk olimpijskich w Montrealu. W telewizji pracowała aż do wprowadzenia stanu wojennego. W styczniu 1982 została aresztowana za zbieranie podpisów pod petycją o odwołanie stanu wojennego, zwolnienie internowanych i podjęcie rozmów między władzami PRL, Kościołem i Solidarnością. W sierpniu 1982 razem z mężem Czesławem Karkowskim wyjechała do Berlina Zachodniego, stamtąd w 1984 do Stanów Zjednoczonych. W latach 1984–2011 pracowała w nowojorskim „Nowym Dzienniku” jako redaktor naczelna Przeglądu Polskiego. Laureatka m.in. Nagrody Fundacji Turzańskich przyznanej za całokształt znakomitych osiągnięć w pracy redaktorskiej.